# Hundebombe

Hundebomben

Hundekanonen

Eine Hundebombe ist ein Knallkörper, ähnlich einer Knallerbse, der in den 1910er Jahren vertrieben wurde und Radfahrern zur Abwehr angreifender Hunde dienen sollte.
Der Artikel wurde von dem Versandhaus und Fahrradhandel Stukenbrok angeboten. Beworben wurden Hundebomben als „bester Schutz gegen die Belästigung von Hunden, bestehend aus leicht explosiven, dabei völlig ungefährlichen Stoffen. Man hat nur nötig, die Hundebomben auf die Erde zu werfen.“ Der bei Bodenkontakt entstehende Knall sollte bei den angreifenden Hunden einen Fluchtinstinkt auslösen. Verletzungen des Hundes oder des Menschen seien laut Händler ausgeschlossen gewesen. Erhältlich waren Hundebomben in „Kistchen“ mit je 50 Stück für jeweils 1,30 Mark, die zum Transport in der Hosentasche gedacht waren.
Neben den „Hundebomben für Radfahrer“ wurden zudem „Hundebomben für Automobilisten“ in größerer Ausführung angeboten, die einen lauteren Knall verursachten. Diese waren in Schachteln mit jeweils zehn Stück erhältlich. Fünf Schachteln kosteten 1,80 Mark.
Eine spezielle Form der Hundebombe war die Hundekanone. Diese war wahlweise sieben oder zehn Zentimeter lang und an einer gelben Schnur befestigt, mit der sie sich am Fahrradlenker aufhängen ließ. Zur Nutzung wurde sie von der Schnur abgezogen und dem Hund entgegengeworfen. („Will man die Kanone abschießen, so genügt es, diese abzuziehen und nach dem Hunde zu werfen, sie wird dann in der nächsten Sekunde schußähnlich explodieren.“). Die Hundekanonen waren in den Ausführungen „Wirbelsonne mit Knall“, „Feuerschlange mit Knall“, „Radfahrerpfeife“, „Leuchtkugeln-Buketts (grün, rot)“, „Kometen-Silberschweif mit Knall“, „Leuchtkugeln-Buketts (weiss und blau)“ erhältlich.